# Aldo Beolchini
Aldo Beolchini (Parma, 26 febbraio 1906 – Roma, 29 giugno 1994) è stato un generale e partigiano italiano; già presidente del Consiglio superiore delle forze armate.

## Biografia
Arruolato come volontario nel 1924 come allievo ufficiale presso la scuola militare di Torino.
Scoppiata la seconda guerra mondiale, partecipò alle campagne militari italiane sul fronte greco-albanese e sul fronte russo. In quest'ultima con il grado di tenente colonnello fu in servizio di Stato maggiore al comando della Divisione "Sforzesca" (dal marzo 1942 al febbraio 1943) impegnata nella battaglia sul fiume Don. Nel dicembre 1942 fu decorato di medaglia d'argento al valor militare.
Dopo l'8 settembre 1943 aderì al regno del Sud e dall'ottobre di quell'anno si dedicò alla riorganizzazione militare, nel fronte partigiano del Comitato di Liberazione Nazionale, del Corpo Volontari della Libertà. Catturato il 7 febbraio del 1944 e detenuto in prigionia nel carcere di San Vittore a Milano, tentò l'evasione in due occasioni per poi essere messo in libertà il 25 aprile 1945.
Al comando del 4º Corpo d'armata di Bolzano (dal giugno 1959 all'aprile 1961) si dedicò al problema altoatesino che sfociò nella Notte dei fuochi (tra l'11 e il 12 giugno 1961) ed alla tutela dell'Alto Adige. 
Fu Presidente del Centro alti studi per la difesa (CASD) dal 1 luglio 1962 al 19 ottobre 1964 e quindi Presidente del Consiglio superiore delle forze armate, fino al 1966.
Dal gennaio al marzo 1967 fu incaricato di presiedere la commissione d'inchiesta interna mirata ad indagare sull'attività del SIFAR e del generale De Lorenzo (la Commissione Beolchini).
Dopo il congedo fu Commissario generale alle onoranze ai caduti in guerra, dal 26 febbraio 1969 al 10 giugno 1977.
Al termine della sua carriera militare redasse un memoriale in cui sono stati rievocati i dettagli e le sue considerazioni personali circa i vari episodi della storia d'Italia di cui fu partecipe. Il memoriale è disponibile in formato digitalizzato o cartaceo, acquistabile senza profitti a questo link . Per ulteriori contatti ed informazioni scrivere a aldo @ beolchini.com

## Riconoscimenti
In occasione della sua scomparsa, il 29 giugno 1994, il presidente della Repubblica Oscar Luigi Scalfaro ha espresso "commossa solidarietà nel ricordo di un grande servitore dello Stato", che "nell'esercizio dei suoi delicati e altissimi compiti ha sempre operato con assoluto rigore ed indiscussa fedeltà ai maggiori ideali umani e patriottici e rimane come esempio e richiamo per ciascuno di noi".